# Gary Sherman
Gary Sherman, a volte accreditato come Gary A. Sherman (Chicago, 28 agosto 1945) è un regista, sceneggiatore e produttore cinematografico statunitense.

## Biografia
Dopo aver studiato fotografia ha mosso i primi passi nel mondo dello spettacolo a metà degli anni sessanta lavorando prima nel settore musicale e poi anche in quello della pubblicità. Si è fatto apprezzare come regista cinematografico per la prima volta nel 1972 dirigendo il film Non prendete quel metrò (Death Line).

## Filmografia

### Regista
- Non prendete quel metrò (Death Line) (1972)
- Morti e sepolti (Dead & Buried) (1981)
- Myserious Two - film TV (1982)
- Police Station - Turno di notte (Vice Squad) (1982)
- The Streets - film TV (1984)
- Wanted - Vivo o morto (Wanted: Dead or Alive) (1987)
- Poltergeist III - Ci risiamo (Poltergeist III) (1988)